# Duff McKagan

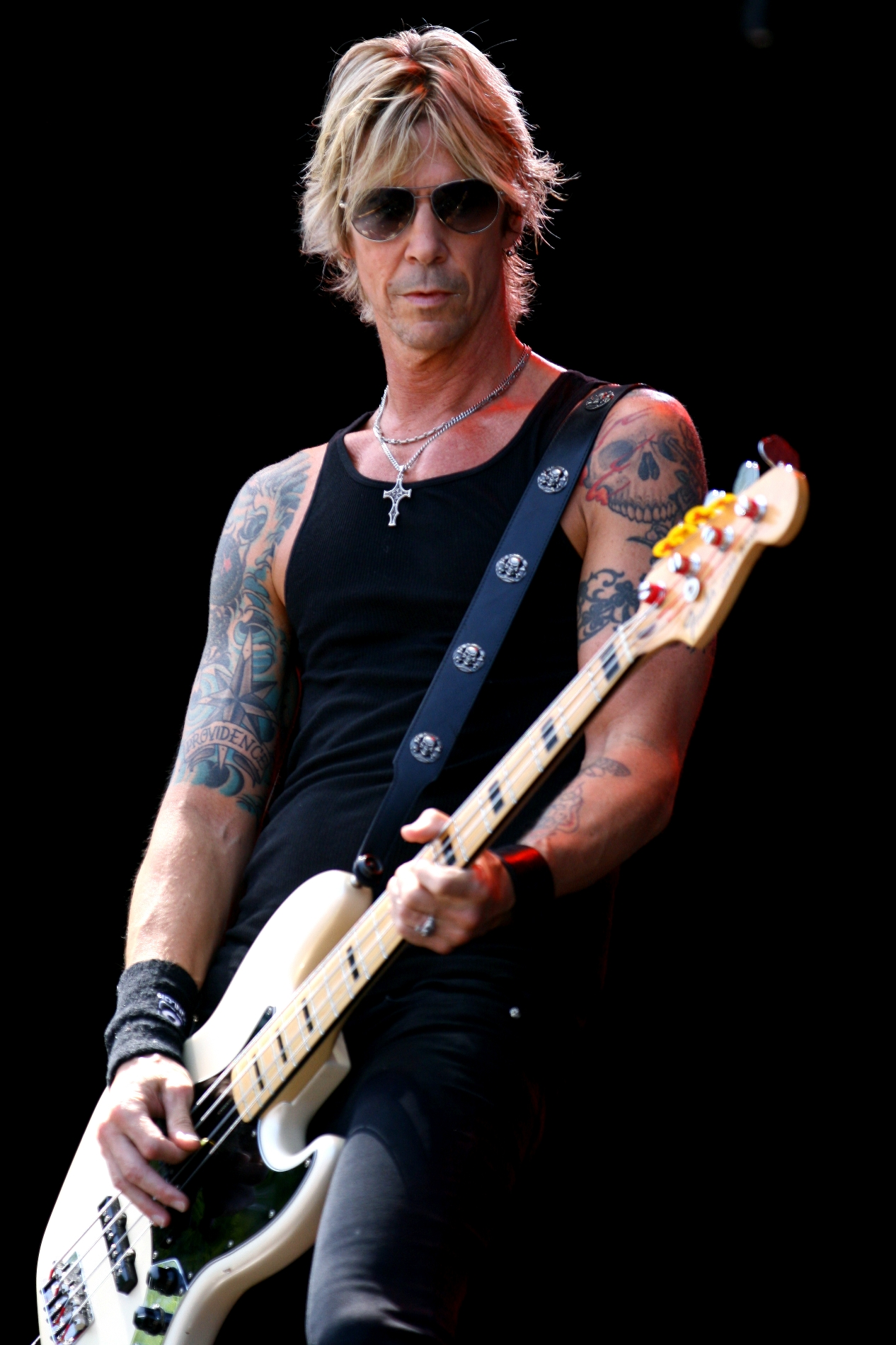
Duff McKagan (2014)

Michael Andrew „Duff“ McKagan (* 5. Februar 1964 in Seattle, Washington) ist ein US-amerikanischer Bassist. Er wurde als Mitglied der Rockband Guns N’ Roses bekannt, in der er von 1985 bis 1997 Bass spielte. Seit 2016 ist er wieder fester Bestandteil dieser Band.

## Leben
McKagan wurde als jüngstes von acht Kindern seiner Eltern Elmer und Alice Marie McKagan geboren. Im Alter von 16 Jahren begann er in Seattle, Schlagzeug in seiner ersten Band Fastbacks zu spielen. In den nächsten Jahren spielte er zudem auch Bass und Gitarre in weiteren Bands wie 10 Minute Warning, Loaded, The Racketeers, Neurotic Outsiders oder The Gentlemen.
Von 1985 bis 1997 war er Bassist bei Guns N’ Roses.
1993 veröffentlichte McKagan sein Solo-Album Believe In Me und ging daraufhin auf Tour. Das Album namens Beautiful Disease wurde fertig eingespielt, aufgrund von Differenzen mit seiner Plattenfirma aber nie offiziell publiziert. Es gelangte später als Bootleg an die Öffentlichkeit. 1994 entging McKagan wegen einer akuten Pankreatitis knapp dem Tod, nachdem seine Bauchspeicheldrüse aufgrund von jahrelangem übermäßigem Alkohol- und Drogenkonsum Schaden genommen hatte.
Ab April 2002 spielte er Bass in der Band Velvet Revolver, zusammen mit seinen ehemaligen Guns-N’-Roses-Kollegen Slash und Matt Sorum sowie Scott Weiland, dem ehemaligen Frontmann der Stone Temple Pilots, und Dave Kushner (früher Wasted Youth). Zu hören war er auch zusammen mit seinem ex-Bandkollegen von Guns N’ Roses, Izzy Stradlin, auf dem Track Strange Religion des Mark-Lanegan-Albums Bubblegum.
2002 wurde das Debütalbum seiner Band Duff McKagan’s Loaded mit dem Titel Dark Days veröffentlicht. Aufgrund seiner Aktivitäten bei Velvet Revolver pausierte diese Band, bis 2008 die EP Wasted Heart und 2009 das Album Sick veröffentlicht wurden. 2010 spielte er außerdem in der Rockband Jane’s Addiction mit.
Im Frühjahr 2008 hatte die Firma Fender das Bass-Signaturemodell von Duff McKagan neu angeboten, es trägt den Namen Duff McKagan P Bass.
Seit 2016 ist McKagan wieder Mitglied bei Guns N’ Roses. Er steht seither weltweit mit der Band – fast in der Originalbesetzung – auf den Bühnen der Not In This Lifetime World Tour.
Auf Ozzy Osbournes 2020 und 2022 erschienenen Alben Ordinary Man und Patient Number 9 hatte McKagan mehrere Gastbeiträge und war im Songwriting involviert.

## Privatleben
Duff McKagan ist seit August 1999 in dritter Ehe mit Susan Holmes verheiratet und hat zwei Töchter. Er ist bekennender Investor und besitzt unter anderem Aktien von Starbucks und Amazon.